# Ramokgwebana
Ramokgwebana est une ville du Botswana.